# Umbertide
Umbertide (pr. Umbèrtide; Fratta fino al 1863) è un comune italiano di 16 222 abitanti della provincia di Perugia in Umbria.
Collocata nell'alta valle del Tevere, attraversata dallo stesso Tevere e dal torrente Reggia (o Regghia), presenta un caratteristico centro storico circondato ancora dalle mura medioevali nei tratti che costeggiano i corsi d'acqua e in alcuni tratti interni. Centro importante della metalmeccanica, dei tessuti, dell'imballaggio e delle ceramiche industriali, ma anche della tabacchicoltura e dell'agricoltura biologica.

## Geografia fisica
Il comune ha un'exclave costituita dalla frazione di Leoncini, incastonata tra il comune toscano di Cortona (AR) da un lato e quello di Città di Castello sugli altri due.

### Clima
- Classificazione climatica: zona E, 2192 GR/G

## Origini del nome
La tradizione vuole che il nome originario, Fratta, ricordi la distruzione (fracta, da frangere) del precedente villaggio romano, effettuata dai Goti. In realtà, è probabile che il nome derivi dallo scoglio cespuglioso sul quale fu edificata la fortezza (fratta, appunto): storicamente fu, infatti, una fortezza "inespugnabile", edificata a protezione del ponte sul Tevere. Una diga in legno, posta circa un centinaio di metri a valle del ponte sul Tevere, sbarrava il corso del fiume e faceva salire il livello delle acque, in modo da allagare tutto il fossato attorno alle mura.
Il nome della città viene poi cambiato nel 1863, quando viene chiamata Umbertide in onore del principe Umberto di Savoia, anche per ricordare la tradizione storica che voleva Fratta ricostruita sulle macerie di Pitulo nel 796, da parte di Adalberto, Ingilberto, Benedetto o Bonifacio, i figli di Uberto o Umberto (figlio naturale del re d'Italia Ugo).

## Storia
I primi insediamenti umani sorsero nel luogo dove il Tevere curva bruscamente verso destra, e si riferiscono al popolo umbro (periodo del bronzo finale), come attestato dai reperti rinvenuti nel castelliere di Monte Acuto. Numerosi sono anche i resti di insediamenti romani: sulle colline di Polgeto, a Romeggio sul lato destro del Tevere, e nella zona della chiesa di Santa Maria.
Secondo la tradizione, Umbertide fu ricostruita nel IX secolo o, secondo altri studiosi, nel X secolo, sotto il nome di Fracta filiorum Huberti o Fratta, non troppo distante dalla cittadina romana di Pitulum Mergens, le cui vestigia si ritiene si trovino nei pressi di Santa Maria di Sette, frazione del comune di Montone. I primi documenti storici sulla Fratta risalgono al 12 febbraio 1189, quando il marchese Ugolino di Uguccione, signore di Castiglione Ugolino e di Fratta, si sottomise pacificamente alla città di Perugia: tale atto di sommissione pose fine ad ogni tentativo di trovare alleati nella vicina Toscana.
Agli inizi del XV secolo Braccio da Montone sconfisse, nei pressi di Fratta, il condottiero Cesare di Capua, all'epoca al servizio del re Ladislao di Napoli.
Successivamente la cittadina fu a lungo contesa fra Perugia e lo Stato della Chiesa.
Umbertide vide molti dei suoi abitanti partecipare come volontari sotto Garibaldi alle Campagne dei Mille e dell'Agro Romano (1867).
Ai primi anni del Novecento, poi ripreso negli anni Venti, risale il progetto di una ferrovia Umbertide-Forlì, che avrebbe dovuto accelerare lo sviluppo cittadino: purtroppo, prima a causa dello scoppio della prima guerra mondiale poi per questioni di veti locali, il progetto non decollò.

### Il bombardamento del 25 aprile 1944
Il 25 aprile 1944 la città venne bombardata dal 5° squadrone bombardieri della S.A.A.F (South African Air Force), appartenente al 239° stormo Wing Desert Air Force, composto da dodici bombardieri del modello Curtiss P – 40 Kittyhawk partiti dalla Puglia, con la scorta di alcuni Spitfire, che aveva l’obiettivo di distruggere il ponte stradale sul Tevere per rendere più difficoltosa la ritirata dei tedeschi. Il primo bombardamento avvenne alle 9:55 del mattino. Gli aerei attaccarono a coppie, ma mancarono il bersaglio. Data la nube di fumo, fu impossibile continuare il bombardamento. Al posto del ponte, però, fu colpito e distrutto il borgo di San Giovanni, l’odierna piazza XXV Aprile, causando 74 vittime e oltre 900 sfollati. Il secondo attacco avvenne alle 4:30 di pomeriggio e anche questa volta gli aerei non riuscirono a colpire il ponte. Fortunatamente non ci furono vittime civili. Nella città non c'erano sirene per l'allarme antiaereo, per questo la città fu colta completamente alla sprovvista.

### Simboli
Lo stemma e il gonfalone sono stati concessi con DPR del 18 dicembre 1952.
Il gonfalone è un drappo partito di rosso e di bianco.

## Monumenti e luoghi d'interesse
(Gillo Dorfles)
Il nucleo urbano più antico si trova a nord della confluenza tra il Tevere e il torrente locale, il Reggia o Regghia. Lo sviluppo della città è stato pertanto proiettato soprattutto verso la parte settentrionale, infatti solo nel Novecento l'area edificabile si è estesa a sud-ovest con la costruzione della ferrovia e della zona industriale, nonché di vari quartieri residenziali. A partire almeno dal secolo XIV, Umbertide risultava divisa in tre terzieri: il terziere superiore, che comprendeva la parte del castello dall'attuale piazza Matteotti a Via Alberti, verso la Rocca; il terziere di Porta Nova, dall'attuale piazza Matteotti a piazza XXV Aprile e la corrispondente area vicina al torrente Reggia o Regghia; infine quello chiamato della Greppia. Dal secolo XIV agli estremi Nord e Sud del castello si sono sviluppati, rispettivamente, il Borgo superiore o dei fornaciai (attuale zona di Via Cavour) e il Borgo inferiore o delle Fabbrecce (attuale Piazza San Francesco). È proprio in questa parte, all'esterno della cinta muraria più antica, che si stabilirono i frati francescani.
Il centro storico della città ha subito un profondo intervento di riqualificazione stilistica e storica; l'intervento, realizzato nel 2011, ha portato alla definizione della nuova piazza del Mercato e del nuovo Parco lungo la Reggia, che in parte ha ripristinato le condizioni originarie della zona.
Oggi, partendo dalla piazza del Mercato, si può entrare nel Parco della Reggia che lambisce l'omonimo torrente e lungo il quale è stata realizzata una pista ciclabile e pedonale che costeggia le antiche mura cittadine. Un percorso alla scoperta dell'antica Fratta che arriva fino al Tevere, dove sia a destra passando sotto il ponte sul Tevere, una delle strutture più antiche della cittadina, risalente al XII secolo, sia a sinistra attraversando il ponticello realizzato recentemente, si possono percorrere i sentieri naturalistici lungo il fiume.

### Architetture religiose

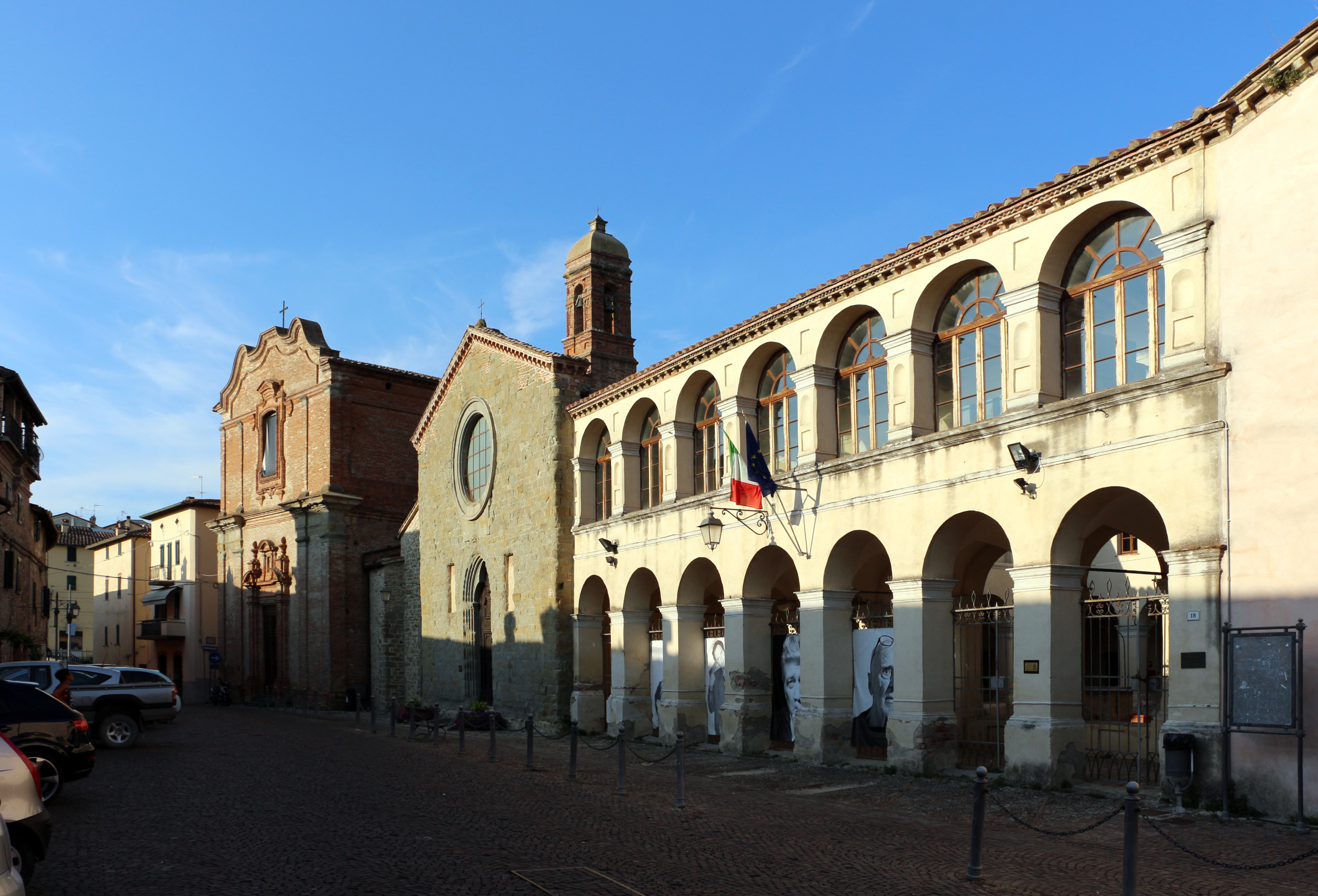
Piazza San Francesco

- Collegiata di Santa Maria della Reggia
Dedicata a Maria Vergine della Reggia[9], sorse nella seconda metà del XVI secolo, in prossimità dell'omonimo torrente, ma fu consacrata solamente nel 1751. La chiesa ha una forma ottagonale all'esterno e circolare all'interno. La cupola originaria fu ricostruita agli inizi del 1600 e misura 20 metri di diametro ed un'altezza complessiva di 40 metri[10]. Nella chiesa è conservata la Trasfigurazione di Cristo di Niccolò Circignani, detto il Pomarancio;
- Convento di Santa Maria della Pietà[11] è un convento francescano del '400. L'interno venne corredato con opere di particolare interesse, come la Vergine tra i santi, attribuita da alcuni a Bartolomeo Caporali, da altri invece ascritta al Pinturicchio, e L'Incoronazione della Vergine del 1502, il cui autore è considerato senza dubbio il Pinturicchio. Questa tela si trova ora nei Musei Vaticani;
- Chiesa di San Francesco[12]
Fu scelta come propria sede dai francescani che si erano insediati qui a partire dal 1200, nel cosiddetto terziere della Greppia. La chiesa, di origine trecentesca, custodiva la tela del Pomarancio con La Madonna con il Bambino e i Santi Andrea apostolo, Biagio vescovo, Francesco e Sebastiano e la statua lignea di San Rocco, oggi entrambe conservate nel Museo Civico di Santa Croce;Piazza San Francesco
- Chiesa di San Bernardino[12]
Nacque come oratorio, ma il periodo di costruzione non è ben definito, perché fino ad oggi si credeva fosse del '400, ma recenti lavori di restauro e ristrutturazione hanno dimostrato che forse essa venne costruita su una chiesa d'epoca precedente;
- Chiesa - museo di Santa Croce, che possiede alcune importanti opere tra sculture e dipinti, dei quali il più rilevante è la Deposizione di Luca Signorelli;
- Chiesa di Santa Maria, del 1486, con un affresco del Pinturicchio;
- Chiesa abbaziale romanica dei SS. Ippolito e Cassiano;
- Monastero di Monte Corona;
- Abbazia di San Salvatore di Monte Corona[13]
Sarebbe stata fondata, secondo la tradizione, nell'XI secolo da San Romualdo. È divisa in 2 livelli: la cripta e la chiesa superiore. La cripta è un ampio locale diviso in cinque navate ornate da colonne in vari stili. La chiesa superiore è a tre navate e ha due parti distinte: la più antica, che comprende il presbiterio e il coro, destinata alle funzioni dei monaci, l'altra, più recente, riservata ai fedeli. Essa conserva anche resti di affreschi ed un coro ligneo pregevole. L'attuale campanile è ottagonale e circolare e forse è nato come torre di difesa. Non molto distante dall'Abbazia si trova l'Eremo, un antico monastero fondato dai padri Camaldolesi e Coronesi nel XVI secolo. L'Eremo si trova in quota (705 m) e il percorso, costellato da edicole votive, si snoda circondato da boschi di castagni e faggi. Nell'ottobre del 2008 papa Benedetto XVI ha elevato la chiesa abbaziale alla dignità di basilica minore.[14]

### Architetture civili
- Rocca medievale

Ora adibita a centro di esposizioni, si può considerare il "simbolo" di Umbertide. Fu costruita nel 1385 e terminata nel 1389. Dal 1818 al 1923 servì da prigione mandamentale. Oggi la Rocca presenta una sola porta in piazza Fortebraccio, ma un tempo ne aveva un'altra in direzione del torrente Reggia ed entrambe erano munite di ponte levatoio. Nel 1984 è stata ristrutturata. La novità più importante è sicuramente la creazione dell'entrata alla base delle mura del torrione sinistro in modo da collegare la Piazza del mercato con la Piazza Fortebraccio (in modo da accedere direttamente al teatro dei Riuniti). L'amministrazione comunale, dopo il restauro dell'edificio terminato nel 1986, ha deciso di utilizzare la trecentesca Rocca come Centro per l'arte contemporanea promuovendo a tal fine iniziative culturali e mostre temporanee. A partire da questo momento si è venuta così costituendo una preziosa raccolta pubblica d'arte contemporanea grazie a donazioni di artisti e galleristi, primo fra tutti l'umbertidese Giovanni Ciangottini, conduttore di una galleria a Bologna negli anni '50-'60, che ha lasciato alla città e al costituendo museo la sua collezione privata;
- Castello di Civitella Ranieri

Circondato da un bosco, a tre chilometri dal centro. Fu castello dell'importante famiglia nobile dei Ranieri, oggi centro per artisti internazionali, la Civitella Ranieri Foundation;
- Teatro dei Riuniti

Utilizzato ancora oggi, dotato ogni anno di un programma definito di spettacoli.

### Siti archeologici
- Tomba del Faggeto: tomba etrusca risalente al II secolo a.C.[15].
- Tomba di Sagraia: tomba etrusca risalente alla fine del II e inizio I secolo a.C.

## Società

### Evoluzione demografica
Abitanti censiti

### Etnie e minoranze straniere
Secondo i dati ISTAT al 31 dicembre 2023 la popolazione straniera residente era di 2 278 persone, con maggioranza di persone di origine marocchina, romena e albanese.
Lingue e dialetti
A Umbertide viene parlato un dialetto altotiberino che assomiglia in alcuni tratti al dialetto tifernate e nella maggior parte al dialetto perugino.
Si riscontra, infatti, anche qui, come in molte località dell'alta Valle del Tevere, fenomeno per cui in molte parole in cui la vocale "a" si trova tra due consonanti, essa viene sostituita con un suono tra una "a" e una "e" aperta, pertanto riconducibile a una "ä". Alcuni esempi possono essere i seguenti: "casa" diventa "cäsa"/"chèsa"; "tornato" diventa "tornäto"/"tornèto". 

## Cultura

### Istruzione
Nel comune di Umbertide sono presenti diverse scuole di ogni ordine e grado:
- Scuola dell'infanzia Monini;
- Scuola dell'infanzia Garibaldi;
- Scuola elementare Garibaldi;
- Scuola elementare Di Vittorio;
- Scuola Media Mavarelli-Pascoli;
- Campus "Leonardo da Vinci" - Istituto superiore con la maggior parte degli indirizzi di studio sia liceali sia tecnici sia professionali.

### Stampa
Sono presenti corrispondenti di testate giornalistiche quali:
- Il Corriere dell'Umbria;
- La Nazione.

Dagli anni '80 il Comune di Umbertide, distribuisce un periodico chiamato Umbertide Cronache disponibile anche on-line.
Dal 2008 viene distribuito anche un periodico mensile denominato Informazione Locale, fondato dal prof. Giovanni Codovini.

### Radio
Umbertide è sede delle seguenti emittenti radiofoniche:
- Radio Onda Libera;
- Radio Comunità Cristiana RCC;
- Radio Delta.

### Arte
Umbertide ospita, come detto sopra, presso la Contea di Civitella Ranieri, l'omonima fondazione. Essa ospita molte personalità delle arti e della letteratura.
Gli affreschi di Corrado Cagli risalenti al 1927 - 28, che si trovano in casa Mavarelli Reggiani, documentano la permanenza dell'artista a Umbertide, dove rimase fino al 1930, collaborando con le ceramiche Rometti. Quivi «ha rappresentato in quattro pareti alcune scene agresti».

### Eventi
Nel mese di agosto e/o settembre si svolge la manifestazione "Fratta nell'800", con abitanti vestiti con il costume dell'epoca e scene di battaglia del Risorgimento. La rievocazione storica coinvolge l'intera collettività umbertidese e luogo centrale di svolgimento sono le vie e piazze del Centro Storico. Organizzata dall'Associazione Fratta dell'Ottocento, si articola in quattro giorni di spettacoli e rievocazione di eventi realmente accaduti nella nostra città nel diciannovesimo secolo. Durante queste giornate, vengono inoltre aperte taverne ed osterie, ambientate nell'Ottocento e presentati in quell'ambito menù dell'epoca ricavati da ricette originali. Tra le varie taverne, inoltre vengono organizzate delle vere e proprie competizioni e ogni anno, in base a una classifica sul punteggio di tutti i giochi e le gare, ne viene proclamata una vincitrice.
A partire dal gennaio 2018 è rinata l'Associazione Pro Loco di Umbertide (già attiva nella seconda metà del '900). L'associazione si occupa della valorizzazione del territorio, organizzando una serie di eventi che spaziano dalla cultura all'enogastronomia, realizzati nell'arco dell'intero anno.

## Economia
Umbertide è un centro importante della metalmeccanica. Nella cittadina ha sede la Tiberina Group, azienda leader nel settore. Altre aziende importanti presenti ad Umbertide sono Proma, Modulo e Terex. Quest'ultima è una multinazionale USA che produce macchinari per l'edilizia e a Umbertide ha uno stabilimento che occupa una vasta superficie e un test area center. Nella frazione di Pierantonio hanno sede diverse aziende alimentari: uno stabilimento del gruppo Tedesco, il moderno frantoio oleario Rossi e i Molini Popolari Riuniti. Nella frazione di Montecastelli ha sede la S.M.R.E.
La cittadina, fa parte delle associazioni Città del Bio e Città del Vino, del movimento Patto dei Sindaci e dell'itinerario enogastronomico, Strada del Vino Colli del Trasimeno.

## Infrastrutture e trasporti

### Strade
Umbertide è servita dalla strada statale 3 bis Tiberina, conosciuta come E45.

### Ferrovie
La cittadina di Umbertide è servita dalla Ferrovia Centrale Umbra, sulla quale è ubicata l'omonima stazione che è anche la sede delle officine ferroviarie di Trenitalia ed RFI.

## Amministrazione

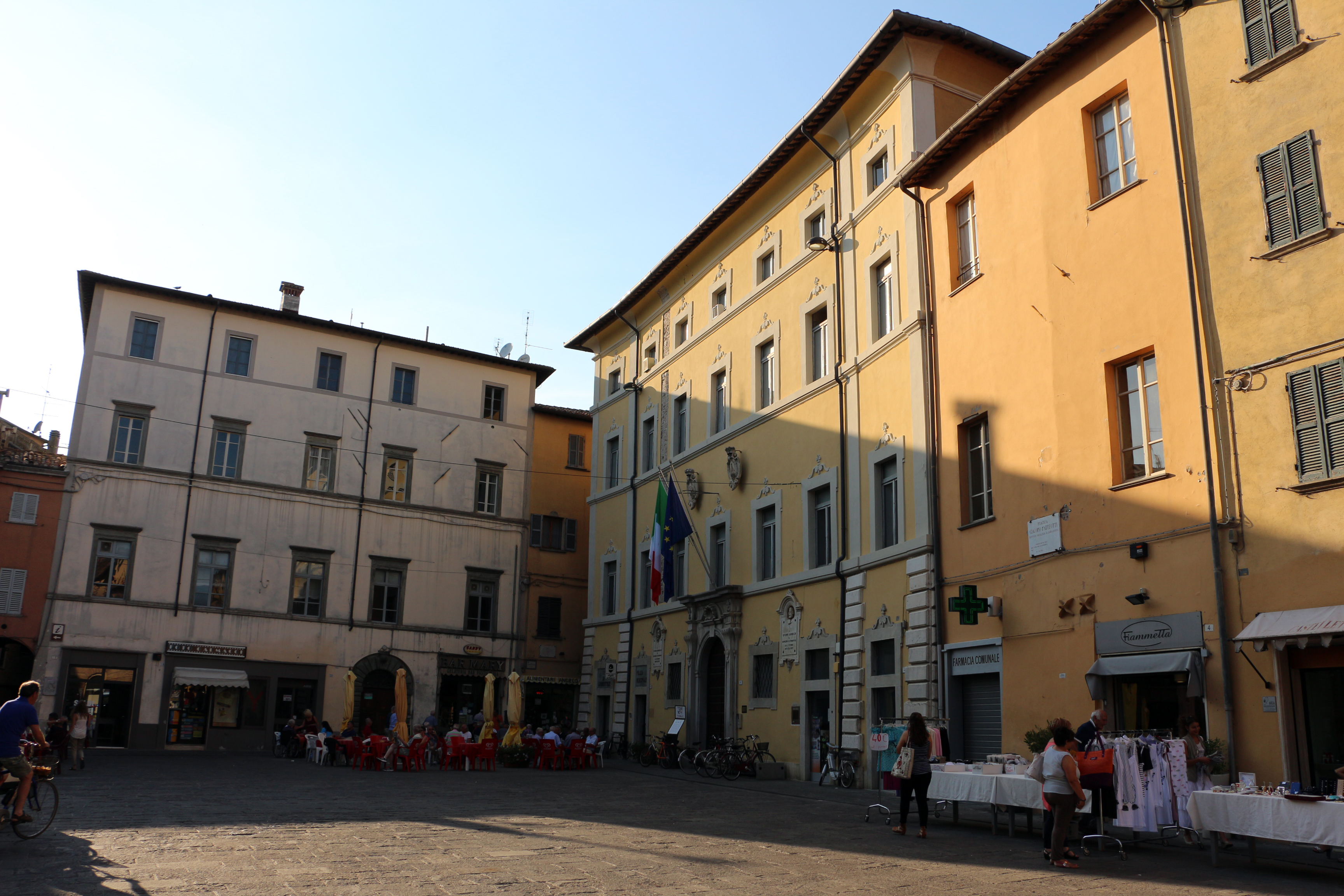
Piazza Matteotti, la piazza principale di Umbertide, con il Palazzo del Comune.

Dall'inizio della storia della Repubblica, nel 1946, il paese è stato sempre governato da sindaci di sinistra, soprattutto membri del Partito Comunista Italiano, o centro-sinistra, fino alle elezioni comunali del 24 giugno 2018, in cui vince per la prima volta un sindaco di destra, Luca Carizia, militante della Lega, e attuale sindaco di Umbertide dopo la seconda vittoria nelle elezioni del 28-29 maggio 2023, venendo quindi confermato per un secondo mandato.

### Gemellaggi
- Saint-Vallier, dal 2002
- Tirnavos, dal 1993

## Sport
Nella città sono presenti le seguenti associazioni sportive:
- Pallacanestro Femminile Umbertide, per nove stagioni in Serie A1 e ora in A2;
- A.S.D Tiberis (Calcio), militante in prima categoria;
- A.D.P. Monte Acuto Calcio (Calcio);
- Basket Fratta Umbertide (Pallacanestro);
- Kodokan Judo Fratta (Judo);
- Karate Shotokan Umbertide (Karate);
- A.S.C. Agape 2000 (Polisportiva);
- C.T.U. Circolo Tennis Umbertide (Tennis);
- Atletica Umbertide (Atletica);
- Moto club Fratta Off-road Umbertide (Motocross);
- TMA Umbertide (Total Martial Arts);
- Fratta CF5 (Calcio a 5 femminile);
- USAT Umbertide Softair Team (Softair);
- A.S.D. NATURAL BORN FIGHTERS (Kick Boxing, Muay Thai, MMA);
- Umbertide Cycling Team;
- Basket Leoni Altotevere.

La città nel 2005 ha ospitato l'ultima edizione dei campionati del mondo per club di pesca al colpo. La manifestazione si è svolta sulle rive del fiume Tevere in diverse zone messe a posto appunto per la manifestazione. Il campionato ha visto la vittoria finale di una compagine italiana. Sono rilevanti nel paese le società di Basket, Karate e Judo, che hanno ottenuto ottimi risultati: il basket femminile ha militato in serie A1 per nove anni, raggiungendo importanti traguardi ed ora milita in A2. Nella società del Kodokan ci sono Nicola Becchetti (quinto agli europei 2010) e Luca Fadda (settimo agli europei 2009), oltre a ottimi atleti come Sonaglia e Lascialfari, che detengono il record mondiale di atterramenti in un minuto.
Umbertide è inoltre sede di numerose associazioni automobilistiche e motociclistiche quali:
- Vespa Club Fratta;
- Motoclub Pititto;
- Fratta Off-road;
- Club auto e moto d'epoca;
- Motociclisti non agitati;
- Vespa Club Liberi di Volare.

### Impianti sportivi
- Palamorandi;
- Stadio Morandi con pista di atletica;
- Stadio "Città di Torino";
- Campo sportivo U.S.U. (in erba sintetica);
- Campo gara di pesca sportiva sulle rive del Tevere;
- Piscine comunali;
- Campi da tennis;
- Bocciofila.